# Vårdnadsutredning
Vårdnadsutredning är i Sverige den utredning som socialnämnden ("familjerätten") genomför på uppdrag av domstol när en förälder stämt den andre föräldern i ett vårdnadsärende. Utredningen belyser frågorna om vårdnad, boende och/eller umgänge.
Domstolen har ett ansvar för att frågor om vårdnad, boende och/eller umgänge blir utredda, oavsett om föräldrarna är oense eller om de är ense i dessa frågor. Domstolen avgör om det är tillräckligt att socialnämnden ges tillfälle att lämna upplysningar, sk. snabbupplysning, eller om det behövs utredning. 
Snabbupplysningen är till för när tingsrätten ska fatta ett interimistiskt (tillfälligt) beslut innan en vårdnad, boende och/ eller umgängesutredningen. En snabbupplysning innehåller oftast inte några omdömen eller förslag till beslut utan innehåller föräldrarnas berättelse och socialregisterutdrag. Vissa gånger också ett polisregisterutdrag och/eller andra referenspersoner. Socialnämnden har rätt att göra ett ställningstagande om de bedömer att det är befogat. Det kräver ett särskilt nämndbeslut. 
Utredningens syfte är att ge domstolen underlag att bedöma vad som är bäst för barnet.  Man utgår då ifrån barnets behov av en nära, god, stabil och varaktig kontakt med båda föräldrarna, barnets behov av samhörighet med båda sina föräldrar. Vidare för risken att barnet utsätts för övergrepp, olovligen förs bort eller hålls kvar eller annars far illa.
Domstolen får fastställa riktlinjer för utredningen samt bestämma en tidpunkt då den ska vara klar. Utredningen kan till exempel göras mer begränsad än vanligt och/eller inriktas på vissa förhållanden. Det kan också vara nödvändigt att skaffa upplysningar från viss expertis. Även om domstolen fastställer vissa riktlinjer är det utredarens uppgift att avgöra hur utredningen ska bedrivas. För barnets skull är det viktigt att en fråga om vårdnad, boende eller umgänge avgörs inom rimlig tid, utredningen ska därför genomföras skyndsamt. En utredningstid på tre till fyra månader anses i allmänhet som rimligt.

## Process
Vårdnadsutredningen sker i den kommun där parterna är folkbokförda. Är parterna folkbokförda i olika kommuner kan tingsrätten uppdra åt en av kommunerna att vara huvudansvarig (den där barnet är folkbokförd) i övrigt brukar de berörda kommunerna samarbeta. Vårdnadsutredarnas uppgift är att fastställa vem som är bäst lämpad som vårdnadshavare utifrån barnets bästa.
Om vårdnadsutredningen innehåller ett förslag (det är inget krav) är det bara en rekommendation till domstolen om vem som ska ha vårdnaden om barnen. Ofta, men långtifrån alltid, dömer domstolen enligt utredarnas rekommendationer.

## Statistik
I 45 procent av alla fall som avser ensam vårdnad är det mamman som får vårdnaden, medan pappan fick enskild vårdnad i 15 procent av fallen. I övriga mål blir det gemensam vårdnad mot den ena förälderns vilja.
Av de barn som inte gäller för gemensam vårdnad ser fördelningen ut så här för 2016 :
- Ensam vårdnad moder gäller ca 86% av barnen
- Ensam vårdnad fader gäller ca 9% av barnen
- Ensam vårdnad övriga gäller ca 6 % av barnen

Den förälder som inte har vårdnaden om barnen har, om det är förenligt med barnets bästa, så kallad umgängesrätt.